# Оругеро широкобровий
Оруге́ро широкобровий (Lalage nigra) — вид горобцеподібних птахів родини личинкоїдових (Campephagidae). Мешкає в Південно-Східній Азії.

## Опис
Довжина птаха становить 18 см. У самців верхня частина тіла чорна, нижня частина тіла біла. На крилах білі смуги, надхвістя біле. У самиць тім'я і верхня частина тіла сірувато-коричневі, нижня частина тіла біла, поцяткована горизонтальними коричневими смужками, гузка біла. Над очима широкі білі "брови".

## Підвиди
Виділяють три підвиди:
- L. n. davisoni Kloss, 1926 — Нікобарські острови;
- L. n. striga (Horsfield, 1821) — Малайський півострів, острови Суматра, Банка, Белітунг, захід острова Ява;
- L. n. nigra (Pennant, 1781) — Калімантан і сусідні острови, Філіппіни.

## Поширення і екологія
Широкоброві оругеро поширені в Індонезії, Малайзії, Брунеї, Таїланді, Індії, Філіппінах і Сінгапурі. Вони живуть в тропічних лісах, чагарникових і мангрових заростях, на полях, плантацях, в парках і садах.